# Drosera capillaris
Drosera capillaris ist eine fleischfressende Pflanze aus der Gattung Sonnentau (Drosera).

## Beschreibung
Drosera capillaris ist eine mehrjährige, krautige Pflanze mit einem Durchmesser von zwei bis sieben Zentimetern.

### Blätter
Die Pflanze bildet eine flach auf dem Boden liegende Rosette. Die bis zu 24 Millimeter langen und fünf Millimeter breiten Blattstiele gehen über in bis zu zwölf Millimeter lange und vier Millimeter breite, umgekehrt ei- bis lanzettförmige Blattspreiten. In starker Sonne färben sich die sonst grünen Blätter rot ein.

### Blüten

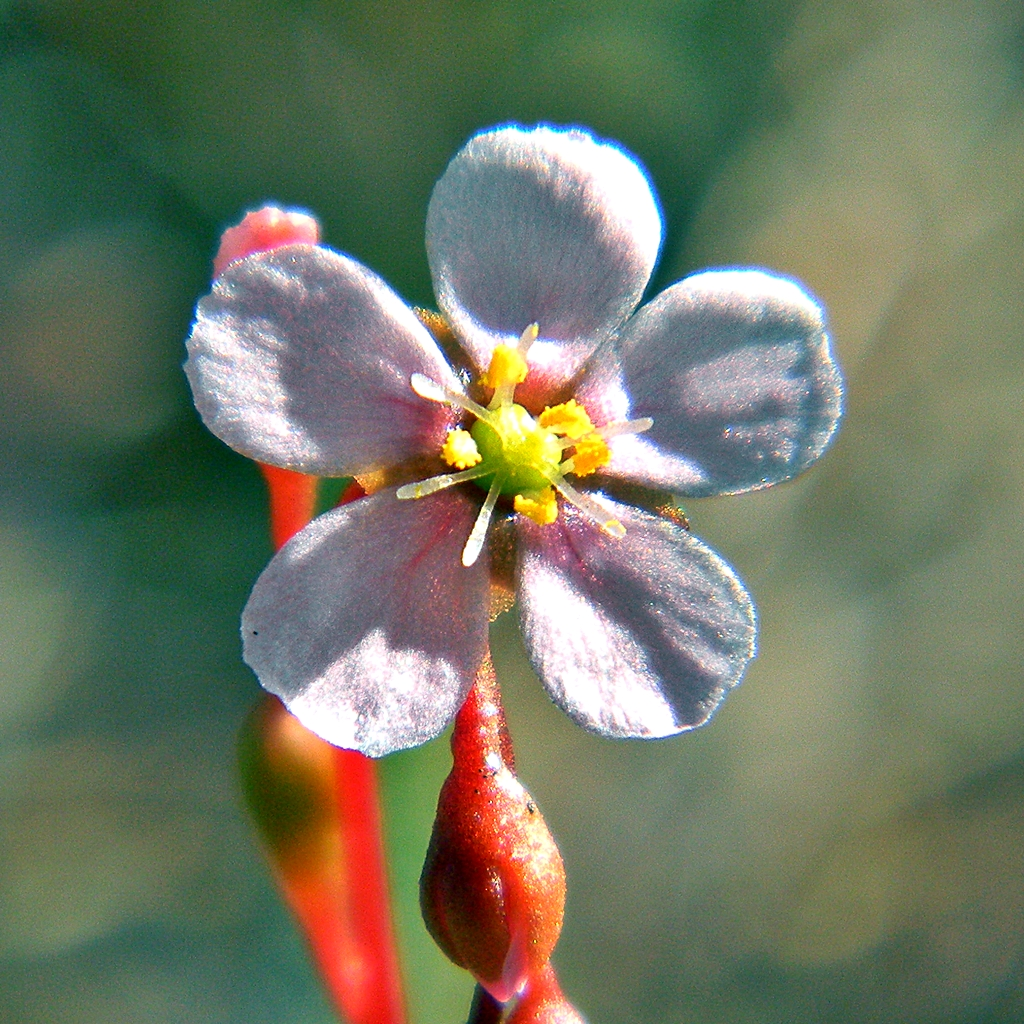
Blüte

Drosera capillaris blüht und fruchtet das ganze Jahr über. Pro Pflanze bilden sich ein bis drei unbehaarte Blütenstände mit einer Höhe von bis zu 21 Zentimetern und bis zu fünfzehn Blüten pro Blütenstand. Diese stehen an kurzen (rund ein Millimeter langen) Blütenstielen, die 1 bis 1,5 Millimeter langen, linealischen Brakteen sind weinrot.
Die Blüten sind fünfzählig und im Durchmesser bis zu einem Zentimeter groß. Die Kelchblätter sind zwei bis vier Millimeter lang. Die Kronblätter sind pink (im Englischen heißt die Art daher „Pink Sundew“), gelegentlich weiß. Der Samen ist länglich.

### Chromosomenzahl
Die Chromosomenzahl beträgt 2n = 20.

## Verbreitung
Drosera capillaris ist die am weitesten verbreitete Sonnentauart der Neotropen. Sie findet sich vom Südosten der USA (Texas, Florida, Virginia, aber auch disjunkt in Tennessee) über die Karibik (Kuba, Jamaika, Puerto Rico, Trinidad und Tobago) bis an die Ostküste Mittel- und Südamerikas (Mexiko, Belize, Honduras, Nicaragua, Costa Rica, Venezuela, Guyana, Brasilien, Paraguay, Uruguay).
Sie wächst in nassen Kiefernwäldern, in nassem Sand, meist küstennah oder an Flüssen und bildet Kolonien. In den USA bedeckt sie oft gemeinsam mit Drosera brevifolia teppichartig große Gebiete, auch findet sie sich in Gesellschaft von Schlauchpflanzen, Fettkräutern und Wasserschläuchen.
Die Art wird in der IUCN Red List of Threatened Plants von 1997 als Rare (=Selten) geführt.